# Xing Yi Quan

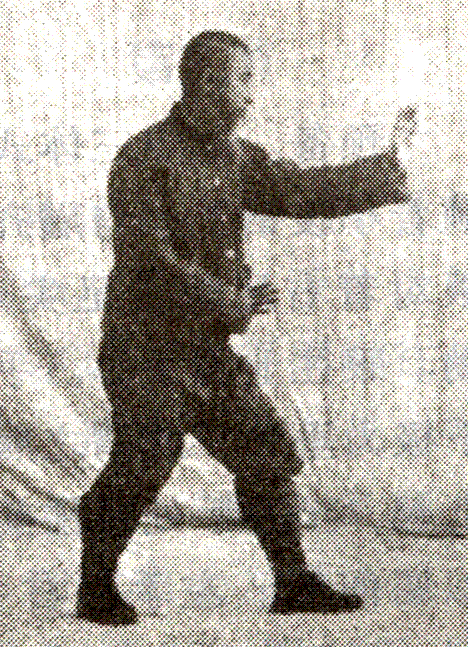
De San Ti Shi-houding

Xing Yi Quan (ook geschreven als Hsing I Chuan) is een traditionele Chinese interne krijgskunst.

## Inleiding
Xing Yi Quan (uitsp. ksing-IE-tjwen, kort: Xing Yi) is een interne krijgskunst uit de familie van het bekende Taijiquan en het relatief obscure Bagua Zhang. Het belangrijkste verschil is dat Xing Yi buitengewoon agressief en effectief is.
Ruw vertaald betekent Xing Yi Quan geest vorm boksen. Dit verduidelijkt de term interne krijgskunst. De beoefenaar zet zijn wilskracht in de vorm van concentratie, ademhaling en Qi om in lichaamsbewegingen die verwoestende aanvallen tot resultaat hebben.

## Oorsprong
De uitvinding van deze krijgskunst wordt traditioneel toegeschreven aan de legendarische generaal Yue Fei. Er is echter geen historisch bewijs om dit te ondersteunen.
De oudste vondsten in de literatuur (begin 17e eeuw) hebben het over Ji Long Feng, een formidabele krijger met de speer, die gebaseerd op zijn expertise met de speer deze ongewapende variant uitvond.

## Stijl
De bewegingen van de kunst zijn lineair. Tegenstanders houden hun armen voor hun lichaam en draaien hun middellijnen naar elkaar toe om hun aanvallen uit te kunnen voeren. Deze aanvallen maken gebruik van het gehele lichaam om kracht op te kunnen bouwen.
In het licht van de efficiëntie worden de bewegingen geminimaliseerd en vinden aanval en verdediging gelijktijdig plaats. Het heeft de voorkeur van een Xing Yi krijger om te beginnen met aanvallen en zo snel mogelijk een beslissende slag toe te brengen.
Er bestaan drie grote families in Xing Yi. Namelijk Hebei, Shaanxi en Henan stijl. Deze laatste wordt ook Xing Yi Liuhe quan genoemd.
De Shaanxi stijl richt zich meer op de vijf elementen.

## Vijf Elementen
De basis van de krijgskunst zijn de vijf elementen van de Tao die elk hun eigen manier van aanvallen hebben.
Pi - MetaalKracht die uit elkaar splijt als het vallen van een bijl.
Zuan - WaterKracht die als een drillboor zijn weg door iets heen slaat.
Beng - HoutKracht die zich uitstrekt en dingen stuk slaat.
Pao - VuurKracht die explosief hard en snel voor zich uit slaat.
Heng - AardeKracht die met een zijwaartse beweging zichzelf doordrukt.

## Twaalf Dieren
Voortbouwend op de vijf elementen worden de aspecten van twaalf dieren gebruikt. Uit het specifieke aspect van elk dier volgen variaties op de vijf element vormen.
- Draak
- Tijger
- Aap
- Paard
- Krokodil
- Kip
- Sperwer
- Zwaluw
- Slang
- Taivogel (fictief dier)
- Adelaar en Beer (gecombineerd)

## Wapens
Wapenvormen zijn een onderdeel van de kunst en gebruiken onder andere de sabel, de lange stok en de speer.